# بيت الجدي (الحيمة الداخلية)

تعديل مصدري - تعديل

بيت الجدي هي إحدى قرى عزلة بني السياغ بمديرية الحيمة الداخلية التابعة لمحافظة صنعاء، بلغ تعداد سكانها 255 نسمة حسب تعداد اليمن لعام 2004.